# Le Mystère pascal
 (novembre 2019).
Si vous disposez d'ouvrages ou d'articles de référence ou si vous connaissez des sites web de qualité traitant du thème abordé ici, merci de compléter l'article en donnant les références utiles à sa vérifiabilité et en les liant à la section « Notes et références ».

Le Mystère pascal est un essai de Louis Bouyer publié pour la première fois en 1945, régulièrement réédité depuis. Il marque un jalon important dans l'histoire du mouvement liturgique en diffusant l'idée selon laquelle la liturgie pascale constitue l'expression majeure de la foi de l'Église au Christ mort et ressuscité. L'expression de « mystère pascal », jusqu'alors peu usitée, sera reprise et consacrée par la constitution Sacrosanctum Concilium du concile Vatican II.
Œuvre de jeunesse, Le Mystère pascal n'en demeure pas moins l'un des livres majeurs de Louis Bouyer et une clef permettant d'entrer dans la compréhension d'ensemble de son œuvre.